# Marrubiu
Marrubiu (sardinski: Marrùbiu) je grad i općina (comune) u pokrajini Oristanu u regiji Sardiniji, Italija. Nalazi se na nadmorskoj visini od 7 metara i ima 4 838 stanovnika.
 Prostire se na 61,24 km². Gustoća naseljenosti je 79 st/km².
Susjedne općine su: Ales, Arborea, Morgongiori, Santa Giusta, Terralba i Uras.